# Nikolaj Ifversen
Nikolaj Ifversen (født 1942) er en dansk journalist og radiovært.
Han blev ansat på Langelands Avis 1962, Dannevirke-Hejmdal 1964 og kom til Danmarks Radio (presseafdelingen) i 1968. I DR har han været redaktør af DRs personaleblad DRåben fra 1975, redaktør i radioens direktion fra 1981, redaktør ved P1-Morgenredaktionen samt P1s programblad EMIL fra 1988 samt programmedarbejder P1 Dagredaktionen (Samfundsredaktionen) fra 1992. Han fratrådte fra DR med udgangen af 2003 og er nu ansat ved Den2Radio.
Ifversen modtog Publicistklubbens jubilæumspris 2001 for sit værtsskab i P1s ugentlige program Herreværelset.